# Desmopterus
Desmopterus is een geslacht van weekdieren uit de klasse van de Gastropoda (slakken).

## Soorten
- Desmopterus cirropterus Gegenbaur, 1855
- Desmopterus gardineri Tesch, 1910
- Desmopterus pacificus Essenberg, 1919
- Desmopterus papilio Chun, 1889